# Sputnik 20
Sputnik 20 (známý také jako 1962 Alfa Tau 1) byla sovětská vesmírná sonda původně plánovaná na přistání na Venuši. Sonda typu Veněra byla úspěšně vypuštěna na oběžnou dráhu okolo Země (raketa Molnija). Při úniku ze zemské orbity byla loď ztracena, a o pět dnů shořela v atmosféře.